# یونانی‌های آلبانی
یونانی‌های آلبانی (یونانی: Βορειοηπειρώτες)، قومی از یونانی‌ها هستند که در مناطق آلبانی مدرن زندگی می‌کنند. آنها عمدتاً در جنوب کشور در مناطق ساحلی منطقه تاریخی اپیروس، در بخش‌های شهرستان ولوره، شهرستان گیروکاستر شهرستان کورچه و شهرستان برات متمرکز هستند. این منطقه همچنین به عنوان اپیروس شمالی شناخته می‌شود.